# IC 4896
IC 4896 је спирална галаксија у сазвјежђу Паун која се налази на листи објеката дубоког неба у Индекс каталогу.
Деклинација објекта је - 58° 58' 53" а ректасцензија 19h 49m 5,0s. Привидна величина (магнитуда) објекта IC 4896 износи 14,6 а фотографска магнитуда 15,4. IC 4896 је још познат и под ознакама ESO 142-45, PGC 63698.